# Cynanchum lopezpalaciosii
Cynanchum lopezpalaciosii är en oleanderväxtart som beskrevs av G. Morillo. Cynanchum lopezpalaciosii ingår i släktet Cynanchum och familjen oleanderväxter. Inga underarter finns listade i Catalogue of Life.